# Toivo Hyytiäinen
Toivo Armas Hyytiäinen, finski atlet, * 12. november 1925, Saarijärvi, Finska, † 21. oktober 1978, Saarijärvi.
Hyytiäinen je nastopil na Poletnih olimpijskih igrah 1952 v Helsinkih, kjer je osvojil bronasto medaljo v metu kopja. Leta 1950 je na evropskem prvenstvu v Bruslju osvojil naslov prvaka v tej disciplini.